# Landesverband der Jüdischen Gemeinden in Mecklenburg-Vorpommern
Der Landesverband der Jüdischen Gemeinden in Mecklenburg-Vorpommern K.d.ö.R ist ein Zusammenschluss von jüdischen Gemeinden in Mecklenburg-Vorpommern mit Sitz in Schwerin, wo 1947 die Neugründung nach dem Zweiten Weltkrieg noch als Jüdische Landesgemeinde Mecklenburg erfolgte. Maßgeblich daran beteiligt war Franz Unikower, von 1948 bis 1957 Vorsitzender. Eine weitere Stadtgemeinde als in Schwerin bestand bis 1994 nicht, als die Jüdische Gemeinde Rostock wiederbegründet wurde. Damit ergab sich die Trennung des übergeordneten Landesverbands von den nunmehr zwei Stadtgemeinden.
Wesentliche Verdienste um das jüdische religiöse Leben hatte der im Jahr 2020 verstorbene Landesrabbiner William Wolff. Geleitet wird der Landesverband von Valeriy Bunimov.
Der Landesverband ist Mitglied im Zentralrat der Juden in Deutschland und umfasst im Gegensatz zum Jahr 1933 mit 47 jüdischen Gemeinden nur noch zwei jüdische Gemeinden: Rostock und Schwerin mit zusammen 1200 (Stand: 2020) Gemeindemitgliedern. Die jüdische Gemeinde Wismarer Bürger jüdischen Glaubens mit 140 Gemeindemitgliedern gehört der Schweriner Gemeinde mit insgesamt etwa 650 Mitgliedern an. Die Rostocker Gemeinde zählt etwa 550 Mitglieder.
Das Verhältnis zwischen dem Bundesland Mecklenburg-Vorpommern und dem Landesverband jüdischer Gemeinden wurde in einem Staatskirchenvertrag geregelt. Der Vertrag wurde am 14. Juni 1996 unterzeichnet und ist am 5. Oktober 1996 in Kraft getreten. Demnach ist der Landesverband Ansprechpartner der Landesregierung und der Landesinstitutionen in Mecklenburg-Vorpommern für jüdische Belange.
Der Landesverband, das Kultusministerium und die Stadt Schwerin unterzeichneten am 10. Dezember 2007 eine Vereinbarung zum Neubau der Synagoge in Schwerin. Bereits am 3. Dezember 2008 wurde die Synagoge eingeweiht.